# Viaduc de Rio Voglio
Le viaduc de Rio Voglio (en italien : viadotto Rio Voglio) est un pont à poutres en béton précontraint autoroutier de l'A1 situé à proximité de San Benedetto Val di Sambro, en Émilie-Romagne (Italie).

## Histoire
En contrebas à l'ouest se trouve le tunnel de Sparvo où passe désormais la Variante di Valico, un nouveau tracé de l'autoroute A1 construit à plus basse altitude. L'ancien tronçon demeure toujours ouvert afin de fluidifier le trafic.

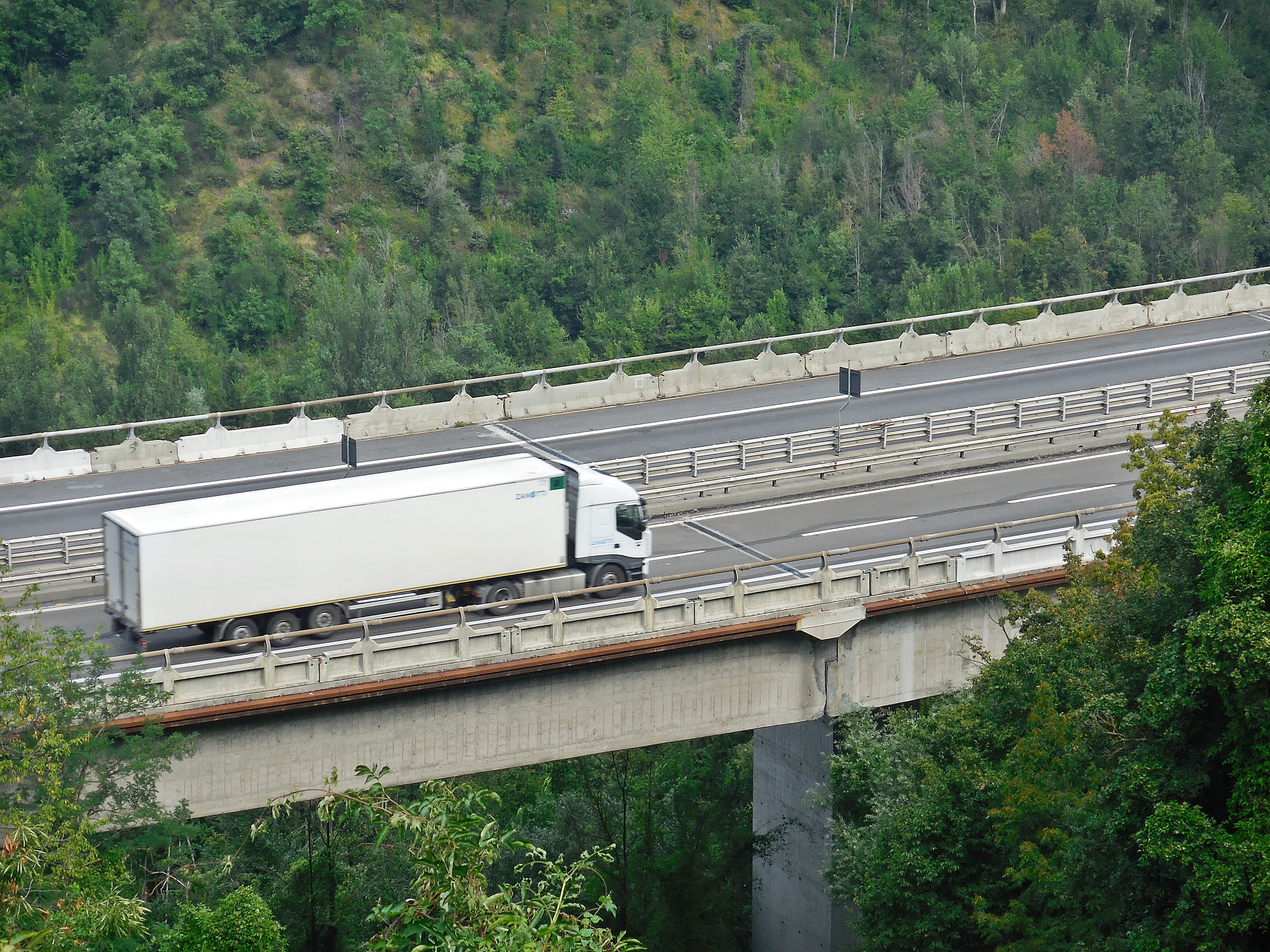
Travée en béton précontraint du viaduc.
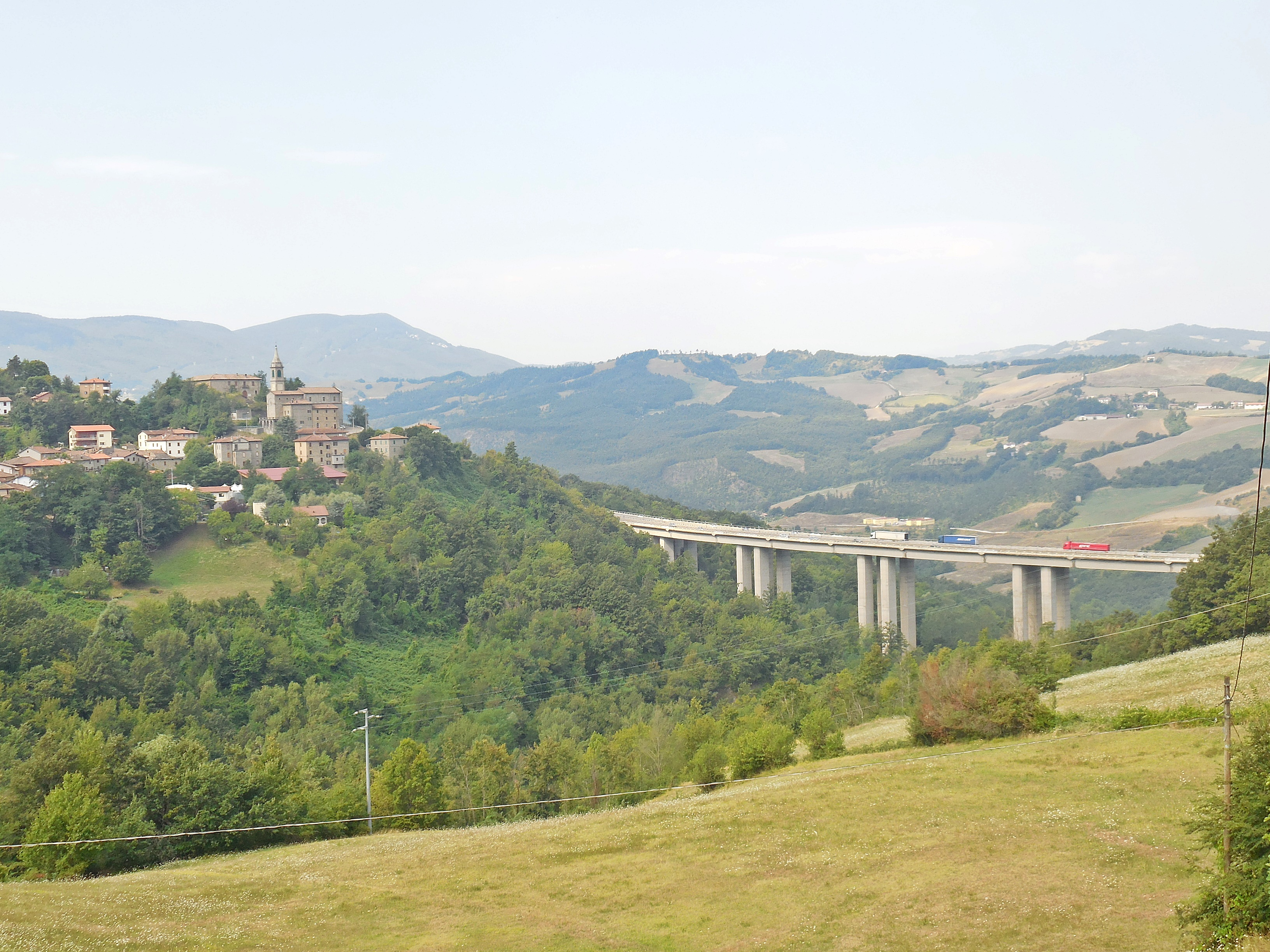
Vue du viaduc à proximité du village de Pian del Voglio.